# OsmAnd
OsmAnd (OpenStreetMap Automated Navigation Directions) ist eine Mobile App für die mobile Navigation und für die Betriebssysteme Android und iOS verfügbar. OsmAnd verwendet die Kartendaten des OpenStreetMap-Projektes (OSM), ist aber ein eigenständiges Projekt und nicht Teil von OpenStreetMap. OsmAnd ist in der wesentlichen Eigenschaft auf den Offline-Betrieb ausgelegt und bietet damit auch in Gebieten mit fehlender oder eingeschränkter Internetverbindung, z. B. bei Wanderungen im Gebirge oder in entlegenen Gebieten, entsprechende Navigationsmöglichkeiten.
Da das gesamte globale Kartenmaterial aus dem OpenStreetMap-Projekt zu viel Datenvolumen für die meisten Mobilgeräte darstellt, werden die OSM-Kartendaten im Rahmen des Projektes in verschiedenen Auflösungen unterteilt für verschiedene Länder und Regionen zum selektiven Download angeboten. Weiter liefert OsmAnd für die Umgebung zum eigenen Standpunkt auch Point of Interests, welche man suchen und auch nach Kategorien filtern kann.
Zusätzlich zu den Kartendaten aus dem OSM-Projekt, welche keine detaillierten Höheninformationen bieten, werden auch die frei verwendbaren SRTM-Daten aus der Shuttle Radar Topography Mission der NASA für das Erstellen von Höhenlinien und Geländeprofilen über ein Plugin von OsmAnd unterstützt. Das kostenfreie „Nautical Charts“-Plugin ermöglicht die Seekartendarstellung unter Verwendung der OpenSeaMap-Kartensätze, ebenfalls ohne Internetverbindung.
In einem Vergleich der Wirtschaftsuniversität Wien zur Datenschutzfreundlichkeit von Smartphone-Apps, veröffentlicht im Januar 2018, schloss OsmAnd mit Bestnoten vor allen anderen 4 getesteten Apps ab.

## Ausführungen

### Android
OsmAnd ist in verschiedenen Ausführungen erhältlich: Die Android-Version steht unter quelloffener und freier Lizenz. Die App kann daher über den freien App-Store F-Droid in vollem Funktionsumfang bezogen werden, diese Version stammt jedoch nicht direkt vom OsmAnd-Entwicklerteam. Über den Google Play Store ist OsmAnd kostenfrei nur in einer Version, welche die Anzahl downloadbarer Karten beschränkt, verfügbar; die unbeschränkte Version ist hier kostenpflichtig. Die iOS-Version ist zwar über GitHub quelloffen, steht aber nicht vollständig unter freier Lizenz.
| Name       | Preis                                   | Besonderheiten                                                                                   |
| ---------- | --------------------------------------- | ------------------------------------------------------------------------------------------------ |
| OsmAnd~    | kostenlos                               | nur auf F-Droid, unbeschränkt (Vollversion) wie OsmAnd+, nicht von Google-Play-Diensten abhängig |
| OsmAnd     | kostenlos                               | von Google Playstore, beschränkt auf 7 Kartendownloads                                           |
| OsmAnd+    | 39,99 € einmalig 9,99 € für 1 Jahr      | von Google Playstore, Vollversion                                                                |
| OsmAnd Pro | 29,99 € für ein Jahr 2,99 € für 1 Monat | von Google Playstore, Vollversion, zusätzlich Liveupdate und Wetter- und Backup-Plugins          |

Die kostenlose Version aus dem Google Playstore wurde bisher auf Android-Geräten mehr als 5 Millionen Mal installiert, die kostenpflichtigen Versionen aus dem Google Playstore über 100.000 Mal.

### App Store (iOS, iPadOS)
Im App Store von Apple wird eine OsmAnd Version für iOS und iPadOS angeboten. Die Karten sind nach Regionen zusammengefasst zu unterschiedlichen Preisen verfügbar, der Zugriff auf alle Karten weltweit kostet 19,99 € einmalig.

## Funktionen

### Navigation
- Turn-by-Turn-Sprachführung (aufgenommene und synthetische Stimmen)
- Online oder offline (keine Roaming-Gebühren)
- Optionale Spurführung, Straßennamensanzeige und voraussichtliche Ankunftszeit
- Unterstützt Zwischenziele
- Automatische Umleitung
- Suche nach Orten, nach Adresse und nach Point of Interest (z. B.: Krankenhaus, Hotel, Restaurant, Tankstelle, Museum) oder nach geographischen Koordinaten.

### Fahrrad- und Fußgängerfunktionen
- Spezielle Routing- und Anzeigemodi für Fahrrad und Fußgänger
- Die Karten enthalten Fuß-, Wander- und Radwege.
- Öffentliche Verkehrsmittel (Zug, Straßenbahn)

### Kartendarstellung
- Wahlweise Ausrichtung der Karte nach Kompass, Norden oder Bewegungsrichtung des Gerätes
- 2D oder 2,5D Kartenansicht
- Anzeige der Position und Orientierung auf der Karte
- Freie Konfiguration der Anzeigefelder am Kartenrand (etwa Geschwindigkeit, Tempolimit, Ankunftszeit, GPS-Höhe)
- 8 vorkonfigurierte Anzeigemodi mit unterschiedlichen Hervorhebungen (Allgemein, Auto, Fahrrad, Fußgänger, ÖPNV, Boot, Flugzeug, Skifahren), zusätzliche Profile können angelegt werden
- Orte können als Favoriten gespeichert werden
- Sprache der Kartenbeschriftung frei wählbar
- Hervorhebung von Points of Interest auf der Karte, bis herunter zu Sitzbänken oder Mülleimern (abhängig vom Erfassungsgrad im OSM-Projekt)
- Online-Kachelkarten anzeigen
- Kann verschiedene Overlays wie Touring/Navigation GPX-Tracks und zusätzliche Karten mit anpassbarer Transparenz anzeigen.
- Satellitenansicht (von Bing)[15]
- Kartenupdates monatlich; stundenaktuelle Kartenupdates als Abo „OsmAnd Live“ zubuchbar

### Aufzeichnung von GPX-Tracks
Aufzeichnungen der Strecke können lokal oder auf einen Server im GPS Exchange Format aufgenommen werden. Dabei kann eingestellt werden, ob kontinuierlich, nach einer gewissen Zeit oder nach einer bestimmten Entfernung der nächste Punkt aufgenommen wird. Auch kann eingestellt werden, ab welcher Mindestgeschwindigkeit aufgezeichnet wird.

### Einbinden von Bildern
Durch eine Zusammenarbeit mit dem Dienst Mapillary können Bilder aus der Straßenebene eingebunden werden.